# هانتای، هبئی
هانتای، هبئی (به لاتین: Hantai) یک شهرک در جمهوری خلق چین است که در شهر شینله واقع شده‌است. هانتای ۶۲ متر بالاتر از سطح دریا واقع شده‌است.